# Антоні Хрущель
Антоні Хрущель (пол. Antoni Chruściel; 16 червня 1896 — 30 листопада 1960, Вашингтон) — генерал бригади Війська Польського. Один з керівників Варшавського повстання 1944. 
Після початку Першої світової війни, вступив в Східний легіон, а в вересні, після розпуску легіону, — до австрійської армії. Після закінчення офіцерських курсів командував ротою в 90-му піхотному полку з Ярослава. Його підрозділ, єдиний в австрійській армії, повернулося після поразки у війні в 1918 у свій гарнізон зі зброєю та спорядженням.
З грудня 1918 служив у Війську Польському на різних посадах в 14-му піхотному полку (з 1919 — капітан), з 1922 — в 42-му піхотному полку. Одночасно вивчав право у Львівському університеті Яна Казимира. У жовтні 1923 був переведений в 1-й кадетський корпус імені маршала Юзефа Пілсудського, де командував ротою. З 1926 — майор. З травня 1927 — командир 2-го батальйону в 6-му полку стрільців в Стрию. У 1929—1931 навчався у Вищій військовій школі у Варшаві. Після закінчення школи і отримання кваліфікації офіцера Генерального штабу, з 1 вересня 1931 був викладачем в піхотному навчальному центрі в Рембертові. З грудня 1931 — підполковник. З 1934 — викладач тактики у Вищій військовій школі.
В 1939 брав участь в обороні Модлинської фортеці, після капітуляції якої був узятий в полон німцями, поміщений в транзитний табір Сольдау в Дзядові, звідки в кінці жовтня 1939 втік.

## Армія Крайова
У червні-вересні 1940 — начальник III відділу командування округу Союзу збройної боротьби «Варшава-місто». У жовтні 1940 — травні 1941 — начальник штабу і заступник командувача округом «Варшава-місто». З червня 1941 — комендант округу Армії Крайової (АК) «Варшава». Псевдоніми — «Монтер», «Сокіл», «Конар», «Нурт» та інші. З 10 серпня 1942 — полковник. Під час Варшавського повстання 1944 командував повстанськими частинами. У вересні 1944, після перейменування підрозділів АК — командир Варшавського корпусу АК. 14 вересня 1944 проведений в бригадні генерали.